# Козлов, Сергей Васильевич (государственный деятель)
Серге́й Васи́льевич Козло́в (10 апреля 1923, село Трескино, Пензенская губерния — 12 ноября 2000) — партийный и профсоюзный деятель.

## Биография
Родился 10 апреля 1923 года в селе Трескино (ныне — Колышлейского района Пензенской области).
В 1941—1942 годы служил в РККА; участник Великой Отечественной войны. В 1947 году вступил в ВКП(б).
В 1948 году окончил Московскую сельскохозяйственную академию имени К. А. Тимирязева; работал младшим научным сотрудником селекционной станции, опытного поля (Фрунзе, Владимирская область).
С 1951 года — на партийной работе: инструктор Владимирского обкома ВКП(б), второй, затем — первый секретарь райкома партии, заведующий отделом Владимирского обкома. С 1956 года — секретарь, с 1960 — второй секретарь Владимирского обкома КПСС (с января 1963 — сельского обкома).
С декабря 1964 — в аппарате ЦК КПСС: инспектор, заведующий сектором отдела. С 22 мая 1968 по 20 апреля 1977 года — второй секретарь ЦК КП Азербайджана.
С 25 марта 1977 по 4 апреля 1986 года — секретарь ВЦСПС. В апреле 1986 года вышел на пенсию.
Был избран:
- депутатом (от Азербайджанской ССР) Совета Союза Верховного Совета СССР 8-го (1970—1974)[4] и 9-го (1974—1979)[5] созывов,
- депутатом Верховного Совета РСФСР 6-го (от Владимирской области, 1963—1967)[6] и 10-го (1980—1984) созывов;
- кандидатом в члены ЦК КПСС (9.4.1971 — 25.2.1986)[2].

Умер 12 ноября 2000 года. Похоронен на кладбище «Ракитки».